# 中井英雄
中井 英雄（なかい ひでお、1950年 - ）は、日本の経済学者。近畿大学経済学部教授を経て、大阪経済法科大学学長。専門は地方財政論。

## プロフィール
広島県出身。1974年に関西学院大学経済学部を卒業。1979年に同大学経済学研究科博士課程修了。
近畿大学経済学部教授として地方財政論の研究に取り組み、関西地域の各自治体に積極的な政策提言を行っている。先頃も、地方財政研究会の活動を通じて、大阪府庁に対して、提言を行ったことで注目される。
2021年大阪経済法科大学学長。

## 著書

### 単著
- 『現代財政負担の数量分析』（有斐閣 1988年）

### 共著
- 『基本財政学』（有斐閣 1989年）
- 『地方財政論』（新世社 1991年）
- 『財政学』（有斐閣 1992年）
- 『新しい地方財政論』（堀場勇夫,齊藤愼,戸谷裕之と共著、有斐閣 2010年）